# Дискотека Авария
Дискотека „Авария“ е музикална група от град Иваново, Русия.
Групата е създадена от Николай Тимофеев и Алексей Рижов. Те се смятат за пионери на хаус музиката в страната, тъй като жанрът започва да се появява там около 2000 г. След смъртта на Жуков през 2002 г. триото бавно губи първоначалната популярност и се ориентира основно към електропоп звучене.

## История

### Начало
Към края на 1980-те години Николай Тимофеев и Алексей Рижов се срещат в гимназията. След като са забелязани в КВН (Клуб весёлых и находчивых – руски телевизионен конкурс за остроумие и хумор), те започват да получават покани за представления на партита. Първата музикална насока на Тимофеев и Рижов е в сферата на рок музиката. По време на годините им в колежа, дуото се свързва с друга група, наречена „Интервю“. Също така Тимофеев и Рижов са поканени от местна радиостанция. Междувременно групата е помолена да участва в местен клуб, наречен „Електрон“ („Electron“).

### От дуо до квартет
Олег Жуков, познат от детството на Тимофеев и Рижов, е сред най-големите и най-верни фенове на „Дискотека Авария“ и скоро се присъединява към най-близкия кръг от приятели на дуото. През 1991 г. групата е поканена в Москва за пробно студийно участие, което довежда до техния първи албум „Танцуй со мной“. Някои от песните им са повторно използвани в техния първи официален албум. През 1997 г. към групата се присъединява и Алексей Серов.

### Първоначален успех
През 1998 г., докато Русия е в криза, бандата решава да запише своя втори албум (считан от мнозина за първи). Липсват им пари, за да платят за студио, така че сключват договор със студиото „Союз“. По това време студиото работи върху ремиксирания албум на беларуската група Ляпис Трубецкой, наречен „Ляписденс“, а „Дискотека Авария“ са помолени да направят четири ремикса за албума. Те правят три чисти ремикса, а последният става комична рап песен, която използва припева на Ляпис Трубецкой. Песента, наречена „Ты кинула“, става първият им сингъл и по-късно техният първи видеоклип. Тогава групата записва първия си официален албум „Песни за теб и меня“. Той е съставен от три от ремиксите на Ляпис Трубецкой, някои песни от „Танцуй со мной“ и отчасти съвсем нов материал. Скоро са издадени и други албуми и групата се превръща в една от най-популярните руски групи. Правното образование на Алексей Серов позволява на групата да остане без продуценти. Единствената им работа с продуцент, Питър Волков, е краткотрайна.

### Обратно към триото
След издаването на албума си „Маньяки“ (2001), Олег Жуков се разболява и групата трябва да се представя без него. На 9 февруари 2002 г. Жуков почина от рак на мозъка. След смъртта на Жуков и период на пауза, групата решава да продължи като трио. Те издават първите си музикални видеоклипове без Жуков: „ХХХиРНР“ (съкращение за „Хип-Хоп, Хаус and Рок'Н'Рол“) и „Небо“, последният с международния модел Катя Елизарова. Тези видеоклипове съдържат нови версии на песни от албума „Маньяки“. След издаването на някои сингли, групата издава през 2006 г. нов албум – „Четверо парней“. В него се появява песен със същото име, която е записана преди издаването на „Маньяки“, но групата е нямала време да я постави в албума.

## Промени в стила и състава
През 2011 г. групата пуска нов албум, „Недетское“, с повече електропоп звучене и за първи път се използва автотунер. Самият албум бе издаден онлайн безплатно.
През юли 2012 г. Тимофеев напуска групата, за да започне самостоятелна кариера. Основната причина, цитирана от двете страни, е непрекъснатото напрежение в отношенията между него и останалата част от групата. През ноември групата съобава на своя уеб сайт за появата на вокалистката Анна Хохлова.